# Cotyclytus arriagadai
Cotyclytus arriagadai is een keversoort uit de familie van de boktorren (Cerambycidae). De wetenschappelijke naam van de soort werd voor het eerst geldig gepubliceerd in 2014 door Galileo, Martins en Santos-Silva.